# Berezin B-20

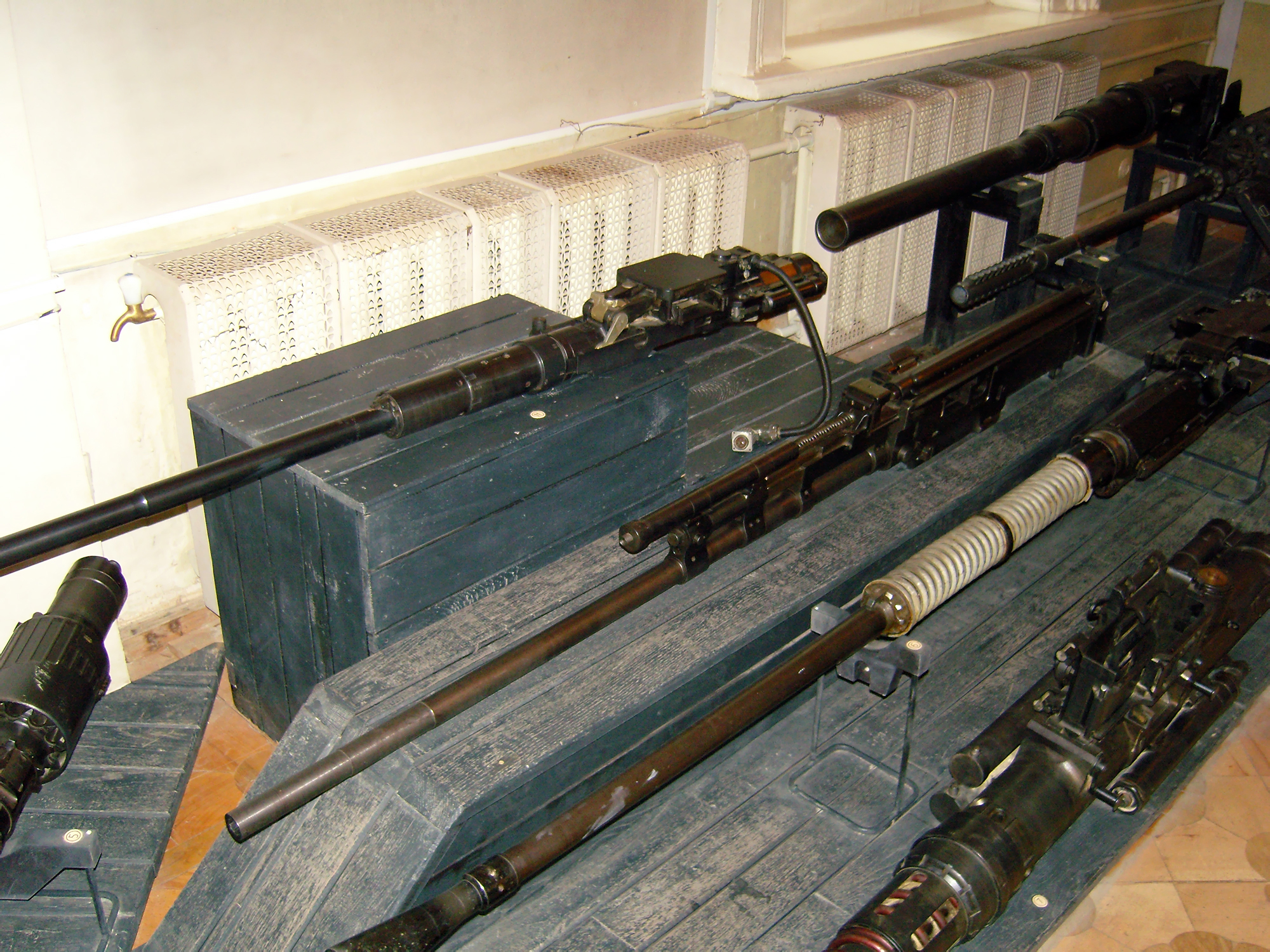
De B-20 is de tweede van boven in het midden

De Berezin B-20 (Russisch: Березин Б-20) was een door Michail Jevgenjevitsj Berezin in 1944 ontworpen snelvuurkanon met kaliber 20 mm bedoeld als boordgeschut op jachtvliegtuigen van de luchtmacht van de Sovjet-Unie gedurende de Tweede Wereldoorlog.

## Ontwikkeling
De B-20 was een verdere ontwikkeling van het Berezin UB machinegeweer van kaliber 12,7 mm. De 20 mm munitie was dezelfde als van het SjVAK 20 mm snelvuurkanon, maar de B-20 was lichter. Er was een niet gesynchroniseerde en een gesynchroniseerde versie, die door een draaiende propeller heen kon schieten. Het wapen werd mechanisch of pneumatisch geladen. In 1946 ontstond een elektrische versie voor de geschutskoepels van de Toepolev Tu-4 bommenwerper, maar hij werd vervangen door de Noedelman-Richter NR-23.

## Specificaties
- Aantal lopen: 1
- Terugslag: ja
- Massa: 25 kg
- Lengte: 2035 mm
- Lengte loop: 1588 mm
- Granaten: 20 mm × 99 mm
- Mondingssnelheid: 770 m/s
- Vuursnelheid: 800 schoten / min
- Massa van een salvo van 1 s: 0,95 kg

## Productiecijfers
- 1944: 2275
- 1945: 7240
- 1946:  440
- 1947:  780
- 1948: 1686
- 1949: 2931